# Armand de Bourbon, prins de Conti

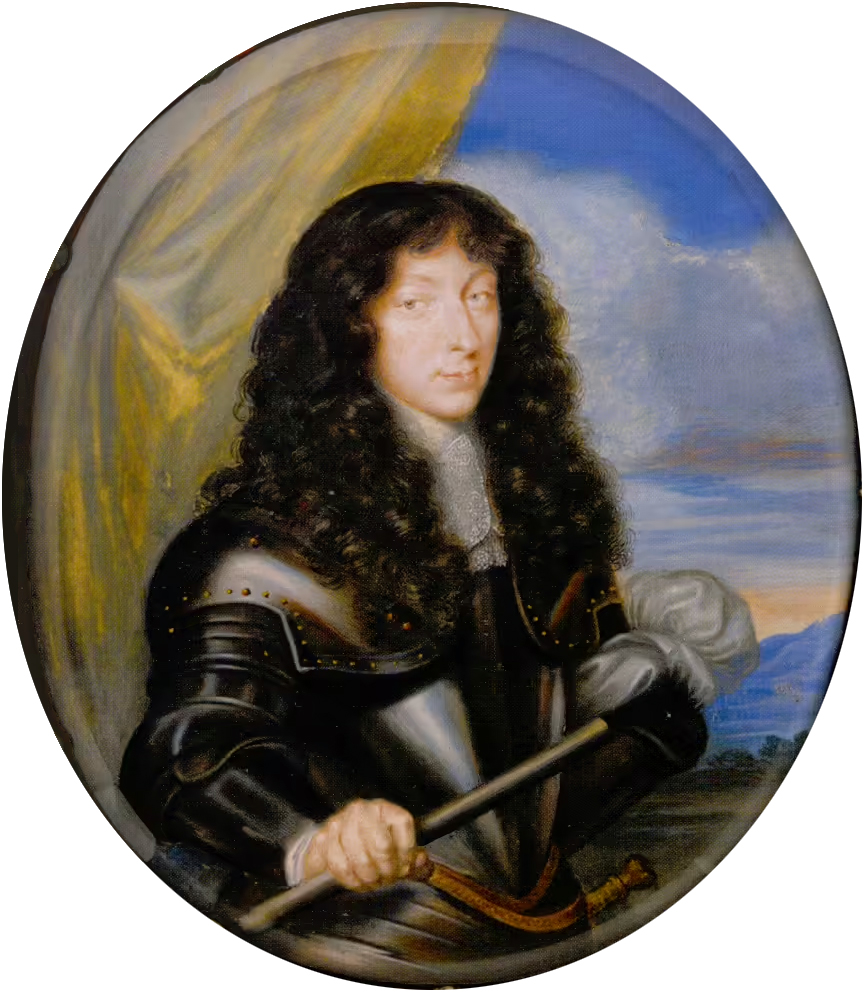
Miniatyrmålning av Armand av Bourbon, prince av Conti, omkring 1650.

Armand av Bourbon, prins av Conti, född 11 oktober 1629, död 26 februari 1666, var en fransk prins. Han var son till Henrik II av Bourbon och Charlotte de Montmorency, och blev far till François Louis de Bourbon.
Armand av Conti var som barn svag och vanskapt, och bestämdes tidigt för det andliga ståndet, och studerade med framgång teologi. Vid frondens början ställde han sig på parlamentets sida mot brodern Louis II Condé, som annars utövade ett stort inflytande över honom. 1650 fängslades han tillsammans med sin bror, men försonades senare med Jules Mazarin, övergav det andliga ståndet och gifte sig med Anna Maria Martinozzi, en systerdotter till kardinal Mazarin. 
Under några år förde Conti därefter med framgång befälet mot spanjorerna i Södra Frankrike, men drog sig sedan tillbaka från det offentliga livet och ägnade sig åt andaktsövningar och teologiskt författarskap. Han intresserade sig även för litteraturen och understödde Molière.